# Mischocyttarus santacruzi
Mischocyttarus santacruzi é uma espécie de vespa social da família Vespidae. Foi descoberta pela primeira vez na Mata Atlântica de Ilhéus, região sul do estado da Bahia, nordeste do Brasil.